# John C. Trever
John C. Trever (né le 26 novembre 1916 à Milwaukee et décédé le 29 avril 2006 à Lake Forest) est un bibliste et archéologue américain. Il est notamment connu pour avoir été impliqué dans la découverte des manuscrits de la mer Morte.